# Pudding Butte
Der Pudding Butte ist ein Zeugenberg im ostantarktischen Viktorialand. In den Prince Albert Mountains ragt er 3,2 km südwestlich des Beta Peak auf.
Die Südgruppe einer von 1962 bis 1963 durchgeführten Kampagne der New Zealand Geological Survey Antarctic Expedition benannte ihn in Erinnerung an ein besonderes Festmahl, das im nahegelegenen Feldlager der Forschungsreise abgehalten wurde.